# Compressa effervescente

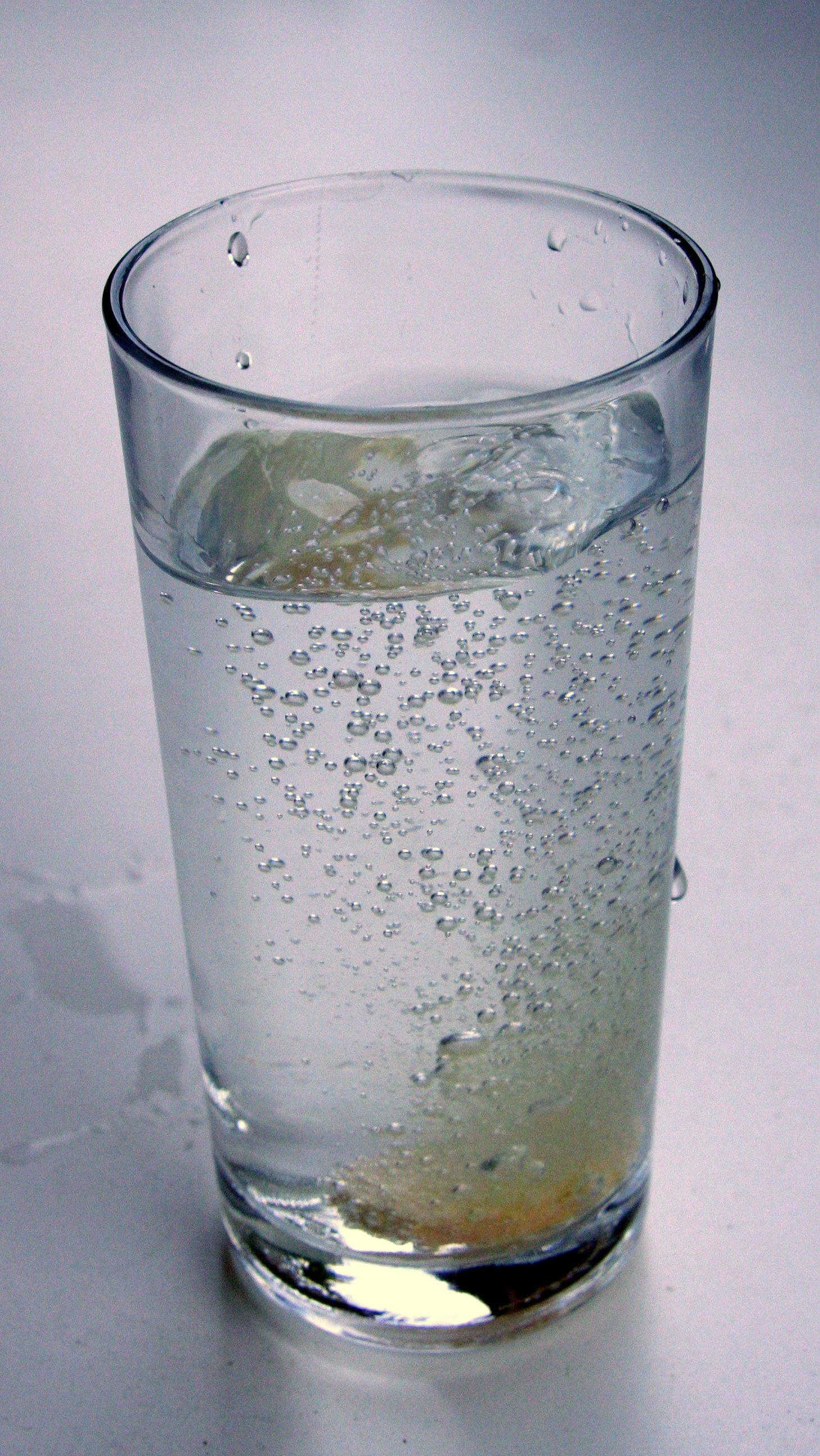
Compressa effervescente lasciata sciogliere in un bicchiere d'acqua

Una compressa (o pastiglia) effervescente è una compressa da sciogliere in acqua. Quando viene immersa in acqua, la compressa effervescente rilascia anidride carbonica. L'anidride carbonica è prodotta durante la reazione chimica in forma di bollicine, originando l'effervescenza; in questo modo il principio attivo è disciolto in poco tempo in soluzione.
In genere queste pastiglie vengono confezionate in blister o piccole confezioni a chiusura ermetica dotate di un essiccante incorporato nel tappo.
Per svolgere la loro funzione, le compresse effervescenti sono disciolte in acqua, dove, attraverso una reazione chimica, si producono un sale e anidride carbonica: nel caso in cui la compressa utilizzi acido citrico, è prodotto citrato di sodio, mentre nel caso in cui la compressa utilizzi acido tartarico, è prodotto tartrato di sodio.
Nel caso di compresse effervescenti usate come farmaco e di quelle usate per uso alimentare, tutti i componenti della compressa effervescente (compreso l'acido) e i suoi prodotti devono essere biologicamente e farmacologicamente compatibili per l'organismo umano. Nel caso invece di compresse effervescenti utilizzate per applicazioni non farmacologiche o alimentari, la composizione varia a seconda della funzione della compressa effervescente, fermo restando che sono sempre presenti delle sostanze che una volta in acqua reagiscono e producono il gas responsabile dell'effervescenza, rilasciando i "principi attivi" contenuti nella compressa.

## Storia

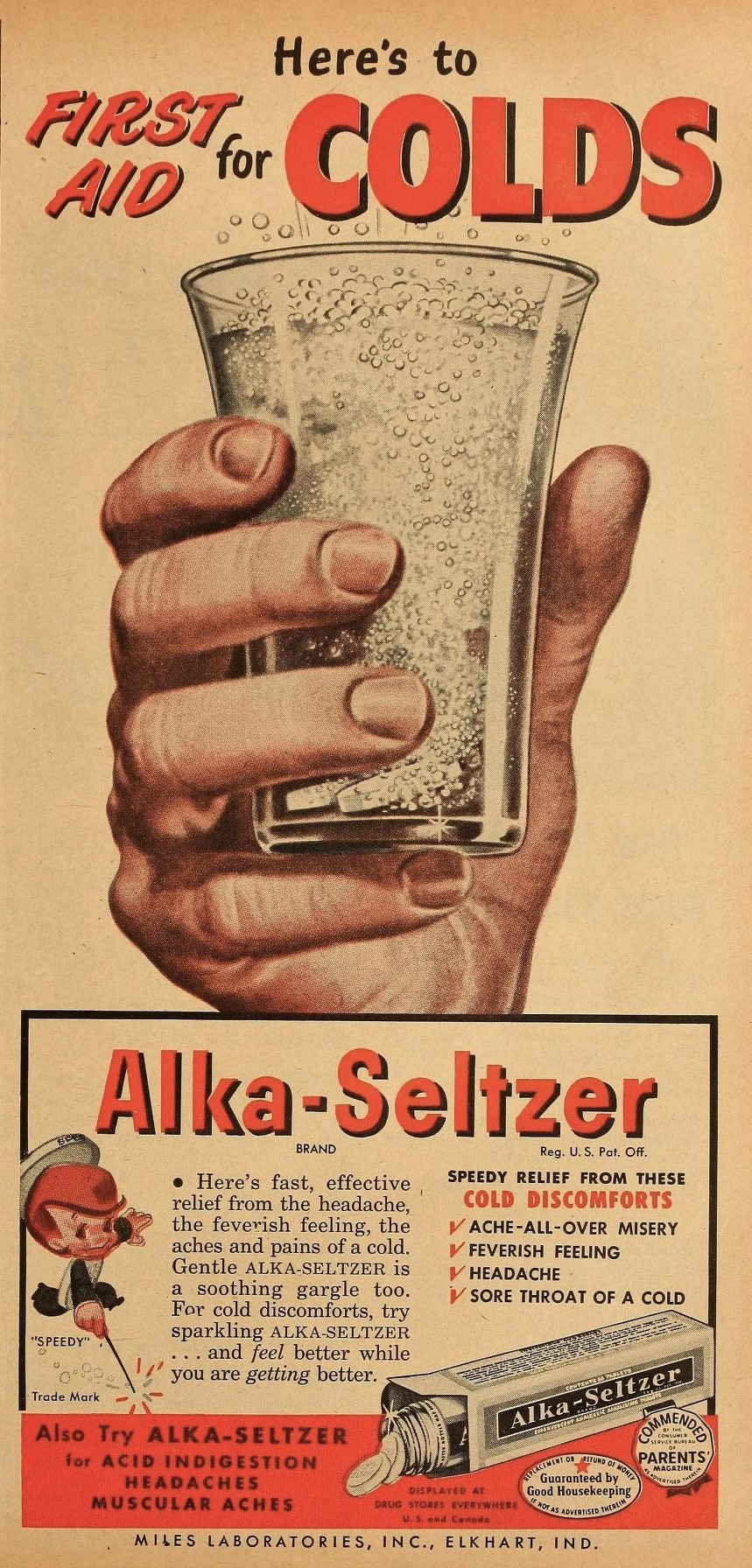
Locandina pubblicitaria dell'Alka-Seltzer (1953).

Nel diciassettesimo e diciottesimo secolo gli scienziati iniziarono ad analizzare la composizione chimica e i benefici fisiologici di minerali salati come il solfato di sodio e il solfato di magnesio. Essi venivano reperiti nelle sorgenti, che già in epoca romana erano adibite a terme in cui le persone si recavano per fare il bagno e bere acque ricche di minerali per curare la loro salute. Tali analisi spinsero gli scienziati a replicare le miscele di sale presenti in natura utilizzando però ingredienti preconfezionati.
Le soluzioni di carbonati e tartrati, acido citrico o tartarico e aromi alla frutta portarono alla nascita di alcuni composti destinati ad avere fortuna in ambito farmaceutico, come ad esempio i fruit salt.
Le compresse effervescenti vennero utilizzate come prodotti dell'industria farmaceutica e dietetica per oltre due secoli.

## Produzione
I metodi di produzione delle compresse effervescenti sono simili ai metodi utilizzati per le comuni compresse, cioè dosando, miscelando e comprimendo i componenti inizialmente sotto forma di polvere.
A differenza delle comuni compresse, nel caso delle compresse effervescenti è necessario controllare attentamente l'umidità dell'ambiente in cui le compresse effervescenti sono prodotte.
Inoltre a causa della loro grandezza (circa 2-3 volte più grandi di una comune compressa), è fondamentale che abbiano una durezza abbastanza elevata per non sgretolarsi.

## Applicazioni

### Nella farmacologia
Le compresse effervescenti utilizzate in ambito farmaceutico contengono al loro interno principalmente:
- principi attivi (responsabili della funzione farmacologica della compressa)
- eccipienti (come: lattosio, xilitolo, destrosio e sorbitolo)
- un acido (solitamente acido tartarico o acido citrico, ma anche acido adipico, acido fumarico, acido malico, acido ascorbico, acido maleico o acido succinico)
- bicarbonato di sodio o carbonato di sodio.

Esistono diverse categorie di principi attivi che possono essere somministrati al meglio sotto forma di preparati effervescenti:
- Quelli difficili da digerire o dannosi per lo stomaco o l'esofago.[8]
- Quelli che sono sensibili al pH, come gli aminoacidi e antibiotici.
- Quelli che richiedono una grande dose.[non chiaro]
- Quelli che sono sensibili alla luce, all'aria o all'umidità.
- Quelli che hanno azione gastrointestinale.

I preparati effervescenti possono migliorare l'assorbimento e accelerare l'inizio dell'azione aumentando il pH gastrico, velocizzando quindi lo svuotamento del farmaco nell'intestino tenue. Le bolle di anidride carbonica possono anche facilitare l'assorbimento intestinale aprendo il trasporto paracellulare. Sono state riportate differenze estreme di biodisponibilità fino a 4 volte confrontando compresse effervescenti con compresse ordinarie, evidenziando la necessità di ulteriori studi di bioequivalenza quando si cambia forma di dosaggio.
È dannoso per la salute ingerire una compressa effervescente senza prima averla fatta sciogliere in acqua, in quanto la compressa, qualora rimanesse bloccata nella sottoglottide, si metterebbe a sfrigolare in quel punto generando delle irritazioni che, nei casi peggiori, possono portare a edemi fatali.
Secondo uno studio del 2013 le normali compresse effervescenti contengono una quantità significativa di sodio e ad esse vengono attribuiti eventi cardiovascolari avversi. Esistono formulazioni prive o con basso contenuto di sodio.

### In cucina
Esistono compresse effervescenti per fare la soda. In questo caso le compresse effervescenti rendono la bevanda frizzante attraverso la produzione di anidride carbonica e i sali prodotti dalla reazione danno inoltre maggiore gusto. Dovendo essere idonee all'uso alimentare, la composizione di tali compresse effervescenti è simile a quelle utilizzate a scopo farmacologico, con la differenza che non sono presenti principi attivi.

### Come detergente
Le "compresse detergenti" sono formulazioni che trasportano detergenti per la pulizia. Possono essere utilizzate in lavanderia, nella pulizia di macchine o contenitori specifici, nella pulizia di protesi dentarie e lenti a contatto, ecc.

### Altri usi
Alcune tavolette usate per tingere le uova di Pasqua sono effervescenti.